# Tournoi pré-olympique de la CAF 1959-1960
Navigation
Tokyo 1964
Le tournoi pré-olympique de la CAF 1959-1960 a eu pour but de désigner les 2 nations qualifiées au sein de la zone Afrique pour participer au tournoi final de football, disputé lors des Jeux olympiques de Rome en 1960.
Le tournoi africain de qualifications pour les Jeux olympiques d’été de 1960 s’est déroulé sur deux tours entre le 10 octobre 1959 et le 22 avril 1960. Les deux qualifiés au tournoi olympique ont été déterminés au terme des deux rondes répartissant les neuf nations participantes dans trois groupes de trois équipes dont les vainqueurs respectifs se sont retrouvés au sein d'un groupe unique dont les deux meilleurs classés se sont placés pour le tournoi final. Après le second tour, la République arabe unie et la Tunisie se sont qualifiés pour le tournoi olympique. Malte, qui n'est pas encore affiliée à l'UEFA, participe aux éliminatoires.

## Pays qualifiés
| Dates                               | Lieu      | Places | Qualifiés               |
| ----------------------------------- | --------- | ------ | ----------------------- |
| du 10 octobre 1959 au 22 avril 1960 | Itinérant | 2      | Rép. arabe unie Tunisie |

## Format des qualifications
Dans les phases de qualification en groupe disputées selon le système de championnat, en cas d’égalité de points de plusieurs équipes à l'issue de la dernière journée, les critères suivants sont appliqués dans l'ordre indiqué pour établir leur classement :

- Meilleure différence de buts,
- Plus grand nombre de buts marqués.

## Résultats des qualifications

### Premier tour

#### Groupe 1
| Rang | Équipe  | Pts | J | G | N | P | Bp | Bc | Diff |  | Résultats (▼ dom., ► ext.) | Drapeau : Tunisie |     |     |
| ---- | ------- | --- | - | - | - | - | -- | -- | ---- |  | -------------------------- | ----------------- | --- | --- |
| 1    | Tunisie | 5   | 4 | 2 | 1 | 1 | 5  | 3  | +2   |  | Tunisie                    |                   | 2-0 | 2-0 |
| 2    | Maroc   | 5   | 4 | 2 | 1 | 1 | 7  | 6  | +1   |  | Maroc                      | 3-1               |     | 2-1 |
| 3    | Malte   | 2   | 4 | 0 | 2 | 2 | 3  | 6  | -3   |  | Malte                      | 0-0               | 2-2 |     |

#### Détail des rencontres
| 1er novembre 1959 | Malte   | 0 - 0                                                                                                  | Tunisie | Empire Stadium Gżira, Malte                   |                                               |
| |         | (0 - 0)                                                                                                |         | Spectateurs : 10 937 Arbitrage : Peter Kroner | Spectateurs : 10 937 Arbitrage : Peter Kroner |
| | Rapport | |         | Spectateurs : 10 937 Arbitrage : Peter Kroner | Spectateurs : 10 937 Arbitrage : Peter Kroner |
| Mizzi (it) - Delia, Gollcher , Zammit (it), Bonnett - MacKay (it), Cini (en) - Urpani (it), Azzopardi, Chircop, Nicholl (it) | Équipes | Ayachi - Slaoui, Sghaïer, Rouatbi, Jebali (es) - Chetali, Hannachi - Salah Neji, Tlemçani, Henia, Diwa |         | Spectateurs : 10 937 Arbitrage : Peter Kroner | Spectateurs : 10 937 Arbitrage : Peter Kroner |

| 8 novembre 1959 | Malte                            | 2 - 2 | Maroc                                         | Empire Stadium Gżira, Malte                   |                                               |
| | Dalli (it) 15e · MacKay (it) 55e | (1 - 0) | Abdelhaq Benchekroun 63e · Ben Abadenahan 65e | Spectateurs : 11 748 Arbitrage : Peter Kroner | Spectateurs : 11 748 Arbitrage : Peter Kroner |
| | Rapport                          | |                                               | Spectateurs : 11 748 Arbitrage : Peter Kroner | Spectateurs : 11 748 Arbitrage : Peter Kroner |
| Mizzi (it) - Delia, Gollcher , Zammit (it), Bonnett - MacKay (it), Cini (en) - Urpani (it), Dalli (it), Theobald (en), Nicholl (it) | Équipes                          | Labied - El Harfi, Alaoui, Horeira, Khattabi - Ben Abadenahan, Zinaya - Bahij, Moukhtatif (en), Ben Chakroun, Mourchid |                                               | Spectateurs : 11 748 Arbitrage : Peter Kroner | Spectateurs : 11 748 Arbitrage : Peter Kroner |

| 15 novembre 1959                                                                                     | Tunisie       | 2 - 0 | Maroc | Stade municipal Géo-André Tunis, Tunisie |                      |
| | Henia 20e 32e | (2 - 0) |       | Spectateurs : 10 000                     | Spectateurs : 10 000 |
| | Rapport       | |       | Spectateurs : 10 000                     | Spectateurs : 10 000 |
| Ayachi - Sghaïer, Rouatbi, Jebali (es), Chetali - Hannachi, Salah Neji - Henia, Diwa, Karmous, Aloui | Équipes       | Labied - El Harfi, Alaoui, Horeira, Khattabi - Ben Abadenahan, Zinaya - Bahij, Moukhtatif (en), Wifak, Mourchid |       | Spectateurs : 10 000                     | Spectateurs : 10 000 |

| 6 décembre 1959                                                                                          | Tunisie                | 2 - 0 | Malte | Stade municipal Géo-André Tunis, Tunisie        |                                                 |
| | Henia 51e · Braiek 88e | (0 - 0) |       | Spectateurs : 10 000 Arbitrage : Pietro Bonetto | Spectateurs : 10 000 Arbitrage : Pietro Bonetto |
| | Rapport                | |       | Spectateurs : 10 000 Arbitrage : Pietro Bonetto | Spectateurs : 10 000 Arbitrage : Pietro Bonetto |
| Ayachi - Sghaïer, Rouatbi, Jebali (es), Ben Othman - Chetali, Hannachi - Salah Neji, Braïek, Henia, Diwa | Équipes                | Mizzi (it) - Delia, Gollcher , Zammit (it), Bonnett - MacKay (it), Cini (en) - Theobald (en), Dalli (it), Nicholl (it), Chircop |       | Spectateurs : 10 000 Arbitrage : Pietro Bonetto | Spectateurs : 10 000 Arbitrage : Pietro Bonetto |

| 13 décembre 1959                                                                                                  | Maroc           | 2 - 1 | Malte          | Stade Marcel-Cerdan Casablanca, Maroc                          |                                                                |
| | Idrissi 13e 42e | (2 - 1) | Dalli (it) 30e | Spectateurs : 5 000 Arbitrage : Vicente Antonio Caballero (hu) | Spectateurs : 5 000 Arbitrage : Vicente Antonio Caballero (hu) |
| | Rapport         | |                | Spectateurs : 5 000 Arbitrage : Vicente Antonio Caballero (hu) | Spectateurs : 5 000 Arbitrage : Vicente Antonio Caballero (hu) |
| Labied - El Harfi, Alaoui, Horeira, Khattabi - Ben Abadenahan, Zinaya - Moukhtatif (en), Azhar, Mourchid, Idrissi | Équipes         | Mizzi (it) - Delia, Gollcher , Zammit (it), Bonnett - MacKay (it), Cini (en) - Alamango (it), Dalli (it), Nicholl (it), Chircop |                | Spectateurs : 5 000 Arbitrage : Vicente Antonio Caballero (hu) | Spectateurs : 5 000 Arbitrage : Vicente Antonio Caballero (hu) |

| 27 décembre 1959 | Maroc                                     | 3 - 1 | Tunisie        | Stade Marcel-Cerdan Casablanca, Maroc |                      |
| | Ben Chakroun 4e 73e · Moukhtatif (en) 48e | (1 - 1)                                                                                                  | Salah Neji 27e | Spectateurs : 15 000                  | Spectateurs : 15 000 |
| | Rapport                                   | |                | Spectateurs : 15 000                  | Spectateurs : 15 000 |
| Labied - El Harfi, Alaoui, Horeira, Khattabi - Ben Abadenahan, Zinaya - Moukhtatif (en), Ben Chakroun, Mourchid, Idrissi | Équipes                                   | Ayachi - Sghaïer, Rouatbi, Jebali (es), Ben Othman - Chetali, Hannachi - Salah Neji, Braïek, Henia, Diwa |                | Spectateurs : 15 000                  | Spectateurs : 15 000 |

#### Groupe 2
| Rang | Équipe          | Pts | J | G | N | P | Bp | Bc | Diff |  | Résultats (▼ dom., ► ext.) |     |     |     |
| ---- | --------------- | --- | - | - | - | - | -- | -- | ---- |  | -------------------------- | --- | --- | --- |
| 1    | Rép. arabe unie | 6   | 4 | 3 | 0 | 1 | 11 | 5  | +6   |  | Rép. arabe unie            |     | 2-1 | 3-0 |
| 2    | Ghana           | 4   | 4 | 2 | 0 | 2 | 8  | 6  | +2   |  | Ghana                      | 2-0 |     | 4-1 |
| 3    | Nigeria         | 2   | 4 | 1 | 0 | 3 | 6  | 14 | -8   |  | Nigeria                    | 2-6 | 3-1 |     |

#### Détail des rencontres
| 10 octobre 1959                                                                                               | Nigeria                                     | 3 - 1   | Ghana          | Onikan Stadium Lagos, Nigeria |  |
| | Ohiri ?? · Onyeali (en) ?? · Fayemi (en) ?? | (? - ?) | Salisu (en) ?? |                               |  |
| Omiunu - Okoye, Nnando - Onyeador, Achebe , Imade - Fayemi (en), Onyeali (en), Uwulaka, Onyeawuna (en), Ohiri | Équipes                                     |         |                |                               |  |

| 25 octobre 1959                                                                                               | Ghana            | 4 - 1   | Nigeria         | Accra Sports Stadium Accra, Ghana |                      |
| | Acquah ?? · ? ?? | (? - ?) | Onyeali (en) ?? | Spectateurs : 30 000              | Spectateurs : 30 000 |
| Omiunu - Nnando, Okoye - Imade, Achebe , Onyeador - Fayemi (en), Onyeali (en), Uwulaka, Onyeawuna (en), Ohiri | Équipes          |         |                 | Spectateurs : 30 000              | Spectateurs : 30 000 |

| 13 novembre 1959 | Rép. arabe unie | 2 - 1   | Ghana          | Prince Farouk Stadium Le Caire, Égypte |                      |
| | Attia 47e 60e   | (? - ?) | Aggrey-Fynn ?? | Spectateurs : 40 000                   | Spectateurs : 40 000 |
| | Rapport         |         |                | Spectateurs : 40 000                   | Spectateurs : 40 000 |
| Khorshid (en) - Al Sherbini, Rifai (en), T. Selim (en), Al Shaghbi - Attia, El-Fanageely - A. Selim, Baheeg (en), Abdel Fattah, Noshi (en) | Équipes         |         |                | Spectateurs : 40 000                   | Spectateurs : 40 000 |

| 6 décembre 1959 | Ghana          | 2 - 0 | Rép. arabe unie | Accra Sports Stadium Accra, Ghana |  |
|                 | Acquah 85e 87e | (0 - 0) |                 |                                   |  |
|                 | Rapport        | |                 |                                   |  |
|                 | Équipes        | Hekal (en) - Hussein, Al Shaghbi, T. Selim (en), El-Fanageely - Ismail, Baheeg (en) - Zein, S. Selim, Attia, Al Sherbini |                 |                                   |  |

| 13 décembre 1959                                                                                                  | Nigeria             | 2 - 6 | Rép. arabe unie                                                              | Onikan Stadium Lagos, Nigeria                     |                                                   |
| | Onyeali (en) 3e 51e | (1 - 1) | Nnando 1re (csc) · Selim 46e 51e · Ismail 53e · Attia 65e · Abdel Fattah 78e | Spectateurs : 20 000 Arbitrage : Giulio Campanati | Spectateurs : 20 000 Arbitrage : Giulio Campanati |
| | Rapport             | |                                                                              | Spectateurs : 20 000 Arbitrage : Giulio Campanati | Spectateurs : 20 000 Arbitrage : Giulio Campanati |
| Omiunu - Okoye, Nnando - Achebe , Imade, Onyeador - Okwudili, Onyeawuna (en), Buraimoh, Onyeali (en), Fayemi (en) | Équipes             | Hekal (en) - Hussein, Al Shaghbi, Rifai (en), El-Fanageely - Noshi (en), Reda - Attia, Selim, Ismail, Abdel Fattah |                                                                              | Spectateurs : 20 000 Arbitrage : Giulio Campanati | Spectateurs : 20 000 Arbitrage : Giulio Campanati |

| 1er janvier 1960 | Rép. arabe unie                               | 3 - 0                                                                                          | Nigeria | Prince Farouk Stadium Le Caire, Égypte |  |
| | Ismail 9e · Abdel Fattah 17e · Al Sherbini ?? | (? - ?)                                                                                        |         |                                        |  |
| | Rapport                                       |                                                                                                |         |                                        |  |
| Hekal (en) - Al Sherbini, Rifai (en), T. Selim (en), Attia - El-Fanageely, S. Selim - El Hamouly, Abdel Fattah, Noshi (en), Ismail | Équipes                                       | Omiunu - ? , ? - Achebe , ? , ? - Onyeawuna (en), Uwulaka, Onyeali (en), Buraimoh, Fayemi (en) |         |                                        |  |

#### Groupe 3
| Rang | Équipe   | Pts | J | G | N | P | Bp | Bc | Diff |  | Résultats (▼ dom., ► ext.) |     |     |     |
| ---- | -------- | --- | - | - | - | - | -- | -- | ---- |  | -------------------------- | --- | --- | --- |
| 1    | Soudan   | 7   | 4 | 3 | 1 | 0 | 6  | 2  | +4   |  | Soudan                     |     | 3-1 | 1-0 |
| 2    | Éthiopie | 4   | 4 | 1 | 2 | 1 | 5  | 6  | -1   |  | Éthiopie                   | 1-1 |     | 1-1 |
| 3    | Ouganda  | 1   | 4 | 0 | 1 | 3 | 2  | 5  | -3   |  | Ouganda                    | 0-1 | 1-2 |     |

#### Détail des rencontres
| 14 novembre 1959 | Ouganda | 1 - 2   | Éthiopie | Stade Nakivubo Kampala, Ouganda |
|                  |         | (? - ?) |          |                                 |

| 23 novembre 1959 | Soudan                                       | 3 - 1   | Éthiopie | Stade municipal Khartoum, Soudan |  |
|                  | Al-Kabeer (en) ?? · Drissa ?? · Al-Zubeir ?? | (? - ?) | ? ??     |                                  |  |

| 9 décembre 1959 | Soudan       | 1 - 0   | Ouganda | Stade municipal Khartoum, Soudan |  |
|                 | Al-Zubeir ?? | (? - ?) |         |                                  |  |

| 13 décembre 1959 | Éthiopie | 1 - 1   | Ouganda | Stade Haïlé Sélassié Addis Abeba, Éthiopie |
|                  |          | (? - ?) |         |                                            |

| 20 décembre 1959 | Éthiopie | 1 - 1   | Soudan    | Stade Haïlé Sélassié Addis Abeba, Éthiopie |  |
|                  | ? ??     | (? - ?) | Drissa ?? |                                            |  |

| 3 janvier 1960 | Ouganda | 0 - 1   | Soudan       | Stade Nakivubo Kampala, Ouganda |  |
|                |         | (? - ?) | Al-Zubeir ?? |                                 |  |

### Second tour
| Rang | Équipe          | Pts | J | G | N | P | Bp | Bc | Diff |  | Résultats (▼ dom., ► ext.) |     | Drapeau : Tunisie |     |
| ---- | --------------- | --- | - | - | - | - | -- | -- | ---- |  | -------------------------- | --- | ----------------- | --- |
| 1    | Rép. arabe unie | 7   | 4 | 3 | 1 | 0 | 7  | 1  | +6   |  | Rép. arabe unie            |     | 3-1               | 3-0 |
| 2    | Tunisie         | 3   | 4 | 1 | 1 | 2 | 3  | 4  | -1   |  | Tunisie                    | 0-0 |                   | 2-0 |
| 3    | Soudan          | 2   | 4 | 1 | 0 | 3 | 1  | 6  | -5   |  | Soudan                     | 0-1 | 1-0               |     |

#### Détail des rencontres
| 14 février 1960                                                                             | Soudan    | 1 - 0 | Tunisie | Stade municipal Khartoum, Soudan |                      |
|                                                                                             | Hassan ?? | (? - ?)                                                                                                  |         | Spectateurs : 25 000             | Spectateurs : 25 000 |
|                                                                                             | Rapport   | |         | Spectateurs : 25 000             | Spectateurs : 25 000 |
| Sid Ahmed - Eddine, Fayçal, Khatem, Mansour - Othman, Ouhajou - Sami, Hassan, Zaki, Zoubier | Équipes   | Ayachi - Ouakaa, Rouatbi, Jebali (es), Ben Othman, Chetali, Hannachi, Salah Neji, Braïek, Henia, Harriga |         | Spectateurs : 25 000             | Spectateurs : 25 000 |

| 19 février 1960 | Rép. arabe unie                 | 3 - 1                                                                                           | Tunisie     | Prince Farouk Stadium Le Caire, Égypte |                      |
| | Reda 50e · Abdel Fattah 71e 89e | (0 - 0)                                                                                         | Karmous 60e | Spectateurs : 30 000                   | Spectateurs : 30 000 |
| | Rapport 1 Rapport 2             |                                                                                                 |             | Spectateurs : 30 000                   | Spectateurs : 30 000 |
| Hekal (en) - Rifai (en), Hussein, El-Fanageely, S. Selim - A. Selim, El Hamouly - Abdel Fattah, Reda, Noshi (en), Ismail | Équipes                         | Ayachi - Badi, Sghaïer, Rouatbi, Ben Othman - Chetali, Tlemçani - Tasco, Braïek, Henia, Karmous |             | Spectateurs : 30 000                   | Spectateurs : 30 000 |

| 26 février 1960 | Soudan  | 0 - 1 | Rép. arabe unie       | Stade municipal Khartoum, Soudan |  |
|                 |         | (0 - 0) | El Hamouly 77e (pen.) |                                  |  |
|                 | Rapport | |                       |                                  |  |
|                 | Équipes | Hemaida - Al Sherbini, Rifai (en), Selim (en), Hussein - El-Fanageely, El Hamouly - Abdel Fattah, Noshi (en), Reda, Ismail |                       |                                  |  |

| 3 avril 1960                                                                                              | Tunisie             | 0 - 0 | Rép. arabe unie | Stade municipal Géo-André Tunis, Tunisie |                      |
| |                     | (0 - 0) |                 | Spectateurs : 25 000                     | Spectateurs : 25 000 |
| | Rapport 1 Rapport 2 | |                 | Spectateurs : 25 000                     | Spectateurs : 25 000 |
| Ayachi - Sghaïer, Rouatbi, Jebali (es), Ben Othman - Chetali, Hannachi - Salah Neji, Henia, Diwa, Karmous | Équipes             | Hemaida - El-Esnawi (en), Rifai (en), Al Shaghbi, El-Fanageely - Qotb, Selim - Abdel Fattah, Noshi (en), Reda, Ismail |                 | Spectateurs : 25 000                     | Spectateurs : 25 000 |

| 17 avril 1960                                                                                     | Tunisie                | 2 - 0                                                                                       | Soudan | Stade municipal Géo-André Tunis, Tunisie |                      |
|                                                                                                   | Diwa 10e · Karmous 79e | (1 - 0)                                                                                     |        | Spectateurs : 25 000                     | Spectateurs : 25 000 |
|                                                                                                   | Rapport                |                                                                                             |        | Spectateurs : 25 000                     | Spectateurs : 25 000 |
| Ayachi - Sghaïer, Rouatbi, Ben Othman, Chetali - Salah Neji, Farzit - Tasco, Henia, Diwa, Karmous | Équipes                | Darissa - Fayçal, Hadi, Ibrahim, Manzoul - El-Bashir, Othman - Osman, Hassan, Zaki, Zoubier |        | Spectateurs : 25 000                     | Spectateurs : 25 000 |

| 22 avril 1960 | Rép. arabe unie                                | 3 - 0   | Soudan | Prince Farouk Stadium Le Caire, Égypte |  |
| | Abdel Fattah 22e · El-Fanageely 48e · Reda 65e | (1 - 0) |        |                                        |  |
| | Rapport                                        |         |        |                                        |  |
| Hemaida - El-Esnawi (en), Al Sherbini, Rifai (en), Al Shaghbi - Attia, El-Fanageely - Qotb, Badawi, Abdel Fattah, Reda | Équipes                                        |         |        |                                        |  |